# Coritiba Monsters Basketball
O Coritiba Monsters Basketball foi fundado em 2019 após a parceria da Associação Viver Mais com o Coritiba Foot Ball Club e a Sociedade Thalia. Surgiu como uma equipe pensada, planejada e estruturada para disputar os principais campeonatos e estar entre os melhores do país nos anos seguintes.
Além de estar no basquete convencional, o projeto mantem uma equipe de Basquete em Cadeira de Rodas que possibilita gratuitamente jovens conhecerem um esporte paralímpico. 
Ainda em 2019 o projeto deu apoio a modalidade Handbike categoria h4 dando suporte ao atleta Paulo Cesar Ues que alcançou resultados impressionantes, atualmente o 2º no Raking Nacional do Paraciclismo nesta categoria.
Curiosidade: Apesar da parceria com o Futebol, os projetos são independentes e autônomos, o Coritiba Monsters nasceu com diversas finalidades, uma delas a de resgatar a história do esporte olímpico do Coritiba Foot Ball Club que foi um dos fundadores da Federação Paranaense de Basketball e teve equipes fortes no basquete masculino e feminino.
É filiado à LDB.

## História
Pelas parcerias da Associação Viver Mais e Coritiba Foot Ball Club nasceu o Coritiba Monsters, modalidades como o basquete convencional e o basquete em cadeira de rodas.
Disputou três campeonatos no seu primeiro ano, saindo campeã em uma e ganhando o bronze em outra, além da classificação para elite do Campeonato Paranaense. No Paranaense Série Prata, a equipe seguiu invicta até as semifinais, onde foi derrotada pelo PM Cambé. Ficando com o terceiro lugar conquistou a vaga para a elite do Campeonato Paranaense em 2020.
A Sub-19 disputou em Maringá o estadual, sendo campeão invicta. Em sua estreia disputando uma das competições mais importantes a Liga de Desenvolvimento de Basquete terminou em sétimo lugar.
Tem o basquete em cadeira de rodas como um projeto social que incentiva pessoas com deficiência física a conhecerem um esporte.
3º Lugar na Copa Paradesportiva da cidade de Curitiba que ocorreu no ginásio Dirceu Graeser em 2019. 

## Títulos
Campeão invicto
| ESTADUAIS          | ESTADUAIS                    | ESTADUAIS | ESTADUAIS  |
|                    | Competição                   | Títulos   | Temporadas |
| ------------------ | ---------------------------- | --------- | ---------- |
| Paraná             | Campeonato Metropolitano     | 1         | 2019       |
| Paraná             | Super Torneio 3x3            | 1         | 2022       |
| CATEGORIAS DE BASE |                              |           |            |
|                    | Competição                   | Títulos   | Temporadas |
| Paraná             | Campeonato Paranaense Sub-22 | 1         | 2022       |
| Paraná             | Campeonato Paranaense Sub-19 | 1         | 2019       |

### Campanhas de destaque
| Coritiba Monsters Basketball        | Coritiba Monsters Basketball | Coritiba Monsters Basketball | Coritiba Monsters Basketball | Coritiba Monsters Basketball |
| Torneio                             | Campeão                      | Vice-campeão                 | Terceiro colocado            | Quarto colocado              |
| ----------------------------------- | ---------------------------- | ---------------------------- | ---------------------------- | ---------------------------- |
| Campeonato Paranaense - Série Ouro  | Não possui                   | Não possui                   | Não possui                   | 1 (2022)                     |
| Campeonato Paranaense - Série Prata | Não possui                   | Não possui                   | 1 (2019)                     | Não possui                   |

### Categorias de base
- Liga de Desenvolvimento de Basquete Sub-22: 7º Lugar (2019)[10]
- Campeonato Brasileiro Interclubes Sub-21: 7º Lugar (2020)[11]